# 7736 Нижній Новгород
7736 Нижній Новгород (7736 Nizhnij Novgorod) — астероїд головного поясу, відкритий 8 вересня 1981 року.
Тіссеранів параметр щодо Юпітера — 3,353.